# Киро Хадживасилев
Кирил (Киро) Хадживасилев (на македонска литературна норма: Кирил, Киро Хаџивасилев) е югославски партизанин и деец на НОВМ.

## Биография
Роден е през 1921 година в Кавадарци. Влиза в НОВМ в редиците на Втора македонска ударна бригада. В Горно Врановци през 1944 година става един от редакторите на вестник Нова Македония. Сътрудничи на вестник „Народна борба“. Участва също и в Езиковите комисии на АСНОМ за кодифициране на македонския език. По-късно е министър на образованието на Социалистическа република Македония, председател на Съвета за политическа система, подпредседател на Съюзното събрание. Отделно от това и член на Председателството на ЦК на ЮКП като представител от СРМ.

## Публикации
- „Социализмът и националният въпрос“
- „Съдбата на социализма“